# Jeremy Stevenson (Eishockeyspieler)
Jeremy Joseph Stevenson (* 28. Juli 1974 in San Bernardino, Kalifornien) ist ein ehemaliger kanadisch-US-amerikanischer Eishockeyspieler, der im Verlauf seiner aktiven Karriere zwischen 1990 und 2009 unter anderem 228 Spiele für die Mighty Ducks of Anaheim, Nashville Predators, Minnesota Wild und Dallas Stars in der National Hockey League (NHL) auf der Position des linken Flügelstürmers bestritten hat. Stevenson verkörperte den Spielertyp des Enforcers.

## Karriere
Der in Kalifornien geborene Stevenson verbrachte seine Juniorenzeit in der kanadischen Provinz Ontario, wo er in Elliot Lake aufwuchs. Dort spielte er ab Beginn der Saison 1990/91 über vier Jahre in der Ontario Hockey League (OHL) für die Cornwall Royals, Newmarket Royals und Sault Ste. Marie Greyhounds. Während dieser Zeit wurde der linke Flügelstürmer sowohl im NHL Entry Draft 1992 in der dritten Runde an 60. Stelle von den Winnipeg Jets sowie im NHL Entry Draft 1994 in der elften Runde an 262. Position von den Mighty Ducks of Anaheim aus der National Hockey League (NHL) ausgewählt, nachdem es Winnipeg nicht gelungen war, ihn binnen zwei Jahren unter Vertrag zu nehmen.
Seine erste Profistation verbrachte Stevenson in der Spielzeit 1994/95 bei den Greensboro Monarchs in der East Coast Hockey League (ECHL). Zur folgenden Spielzeit schaffte er schließlich den Sprung in die American Hockey League (AHL). Über die Baltimore Bandits, dem damaligen Farmteam der Mighty Ducks, gelang dem Angreifer noch in derselben Saison sein Debüt in der NHL. Im Verlauf der folgenden fünf Jahre pendelte er immer wieder zwischen dem AHL- und NHL-Kader. Zur Saison 2000/01 wechselte Stevenson als Free Agent zu den Nashville Predators. Auch dort gelang ihm der dauerhafte Sprung in die NHL nicht. Erst mit dem Wechsel zu den Minnesota Wild – abermals als Free Agent – im November 2002 spielte er regelmäßiger in der nordamerikanischen Eliteliga und wurde so auch für andere Teams interessanter. Über den Waiver kehrte der Stürmer im Oktober 2003 nach Nashville zurück, wo er im restlichen Verlauf der Spielzeit zur Stammkraft avancierte.
Den Lockout der NHL-Saison 2004/05 verbrachte Stevenson in der ECHL bei den South Carolina Stingrays, ehe er wieder für die Nashville Predators aufs Eis ging. Gegen Ende des Spieljahres zog es ihn über den Waiver zu den Dallas Stars. Dort beendete er die Saison, wurde aber nicht weiter verpflichtet und konnte auch keine NHL-Anstellung mehr finden. In der Folge spielte Stevenson für die Amarillo Gorillas in der Central Hockey League (CHL) und die Prolab de Thetford Mines in der Ligue Nord-Américaine de Hockey (LNAH). Zum Jahresbeginn 2007 wechselte er schließlich nach Europa und ging für die Rødovre Mighty Bulls in der dänischen Oddset Ligaen aufs Eis. Die Saison 2007/08 verbrachte er in der finnischen SM-liiga bei KalPa Kuopio. Seine letzten Profispiele absolvierte er für die Kalamazoo Wings in der International Hockey League in der Saison 2008/09.

## Karrierestatistik
(Legende zur Spielerstatistik: Sp oder GP = absolvierte Spiele; T oder G = erzielte Tore; V oder A = erzielte Assists; Pkt oder Pts = erzielte Scorerpunkte; SM oder PIM = erhaltene Strafminuten; +/− = Plus/Minus-Bilanz; PP = erzielte Überzahltore; SH = erzielte Unterzahltore; GW = erzielte Siegtore; 1 Play-downs/Relegation; Kursiv: Statistik nicht vollständig)